# Mick Talbot
Michael "Mick" Talbot (nascut l'11 de setembre de 1958, Wimbledon, Londres) és un teclista, compositor, i productor d'enregistrament anglès. En una carrera que abasta més de 30 anys, Talbot és probablement més conegut com a fundador del grup Style Council. Talbot Ha estat un membre de Dexys Midnight Runners, The Merton Parkas, i The Bureau.

## Carrera
Talbot tocà a finals dels 70 amb grups de mod revival: The Merton Parkas, Dexys Midnight Runners i The Bureau. En 1982 va començar amb Paul Weller per formar The Style Council que va traure els seus primers enregistraments a començaments de 1983. Des del trencament de The Style Council en març de 1990, Talbot ha continuat tocant amb Weller en el seu material en solitari. És un membre de l'actual alineació de Dexys (anteriorment Dexys Midnight Runners).
També ha publicat àlbums amb l'ex membre d'Style Council, Steve White, sota el nom de Talbot / White. Des d'aleshores ha començat a tocar al costat de White i l'ex baixista d'Ocean Color Scene, Damon Minchella, a la banda de jazz / funk The Players. Talbot va tocar teclats en Galliano, en gira amb Gene, i en l'àlbum de Young Disciples de 1991 Road to Freedom. Talbot va recórrer el Regne Unit el 2009 amb Candi Staton.
En 2014 va treballar amb Wilko Johnson i Roger Daltrey en l'àlbum d'estudi col·laboratiu que Going Back Home. Ell també ha treballat amb Daltrey i Pete Townshend en el seu senzill lliurat el 2014 "Be Lucky." I en l'àlbum de Pete Williams Roughnecks + Roustabouts (Basehart Enregistraments), llançat el març de 2015.